# Fort Boyard (programa de televisão)
Fort Boyard é um game show francês criado por Jacques Antoine que foi transmitido pela primeira vez em 7 de julho de 1990 (como Les Clés de Fort Boyard, encurtado para Fort Boyard na segunda temporada em 1991) e popular até hoje. O programa teve remakes ao redor do mundo, com sucesso em muitos países e ao longo de um período de 25 anos.
O programa foi definido e filmado na verdadeira fortaleza homónima (Forte Boyard) na costa atlântica da França. O programa parece semelhante ao The Crystal Maze (que foi criado como um formato alternativo também por Jacques Antoine para o Channel 4 no [Reino Unido]], tempos depois, o Channel 5 comprou os direitos de produção de Fort Boyard e fez sua própria versão britânica, usando a mesma fortaleza que o original depois de sua reforma, e foi ao ar entre 16 de outubro de 1998 à 29 de dezembro de 2001 por quatro temporadas. O programa britânico voltou brevemente em 2003 para uma temporada e mais tarde, em 2012 retornou à televisão do Reino Unido sob um novo formato foi ao ar no CITV, Fort Boyard: Ultimate Challenge.
Em ambos os programas, os competidores têm de completar os desafios de ganhar prémios em dinheiro. No entanto, enquanto o The Crystal Maze varia consideravelmente os tipos de jogos, Fort Boyard tende a se concentrar principalmente sobre os desafios físicos e de resistência. Embora Fort Boyard é um game show pioneiro na área de medo e aventura, quadros criados depois como Fear Factor têm ido ainda mais longe, exigindo do Fort Boyard reação e adaptação a novas reviravoltas e jogos, incluindo um par de temporadas em que os concorrentes passaram a noite no Fort (isso foi particularmente popular nas versões francesa e russa).
Fort Boyard é o formato de TV francesa mais exportado e o quarto game show no formato de aventura mais exportado no mundo atrás apenas de Wipeout, Fear Factor e Survivor.